# La Vie d'Adèle – Chapitres 1 & 2
La Vie d'Adèle – Chapitres 1 & 2 (tạm dịch: Cuộc đời của Adele – chương 1 và 2) (tiếng Anh: Blue Is the Warmest Colour), là một bộ phim chính kịch của Pháp sản xuất năm 2013, được viết, sản xuất và đạo diễn bởi Abdellatif Kechiche. Bộ phim đã thắng giải Cành cọ Vàng tại Liên hoan phim Cannes 2013.
Bộ phim dựa vào tiểu thuyết tiếng Pháp tên là Blue Angel ("Le Bleu est une couleur chaude"), là một cuốn truyện tranh được Julie Maroh sáng tác năm 2010, cuốn truyện đã đoạt nhiều giải thưởng và được phát hành tại Bắc Mỹ vào tháng 10 năm 2013.

## Cốt truyện
Adèle (Adèle Exarchopoulos) là một nữ sinh 15 tuổi, cô có ước mơ trở thành cô giáo, nhưng cuộc sống của cô đã bị đảo lộn khi cô gặp Emma, một sinh viên nghệ thuật tóc xanh tại một trường đại học gần đó, cô là người đã viết nên câu truyện tình yêu lãng mạn này.

## Diễn viên
- Adèle Exarchopoulos vai Adèle
- Léa Seydoux vai Emma
- Jérémie Laheurte vai Thomas
- Catherine Salée vai Adèle's mother
- Aurélien Recoing vai Adèle's father
- Sandor Funtek vai Valentin

## Sản xuất
Kế hoạch ban đầu, bộ phim sẽ được quay trong 2 tháng rưỡi, thế nhưng bộ phim đã mất tới 5 tháng để hoàn thành, từ tháng 3 đến tháng 8 năm 2012 với kinh phí 4 triệu euro  và 750 giờ quay. Những cảnh quay được thực hiện ở Lille cũng như là Roubaix và Liévin. Đến khi bộ phim được công chiếu tại liên hoan phim Cannes 2013, một báo cáo từ hiệp hội Phim ảnh và Âm nhạc Pháp (Syndicat des professionnels de l'industrie de l'audiovisuel et du cinéma) đã phê bình tình trạng làm việc mà toàn bộ ekip làm phim phải chịu đựng. Theo như báo cáo, các thành viên của đoàn phim đã nói rằng việc sản xuất phim được thực hiện trong bầu không khí "nặng nề" với thái độ gần như là bị dằn vặt về đạo lý, điều này đã dẫn đến một vài thành viên của đoàn và các công nhân phải bỏ cuộc. Có thêm những chỉ trích về lương lậu và lối làm việc.

## Phát hành
Tại Liên hoan phim Cannes 2013, phim được ra mắt vào ngày 23 tháng 5 năm 2013 trong những lời tán thưởng của khán giả và xếp hạng cao nhất trong cuộc bình chọn của giới phê bình liên hoan phim. Tháng 8 năm 2013, phim được công chiếu tại Bắc Mỹ tại Liên hoan phim Telluride 2013 và được xuất hiện trong Liên hoan phim quốc tế Toronto 2013 vào ngày 5 tháng 9 năm 2013.

### Tiếp nhận
Phim nhận được sự tán thưởng áp đảo về mặt chuyên môn. Trang tổng hợp kết quả đánh giá Rotten Tomatoes cho biết có 91% nhà phê bình cho bộ phim đánh giá tích cực với điểm trung bình là 8.2/10 dựa trên 160 bài phê bình. Metacritic, trang chuyên cho điểm số trung bình dựa trên 100 bài phê bình hàng đầu từ các nhà bình luận chính thống, cho bộ phim 88 điểm dựa trên 41 bài phê bình, qua đó kết luận phản hồi dành cho bộ phim là "hoàn toàn tích cực".
Tại Liên hoan phim Cannes 2013, bộ phim khiến các nhà phê bình sửng sốt về thời lượng và những cảnh nóng, khiến họ lo lắng có thể được yêu cầu chỉnh sửa lại trước khi trình chiếu tại các rạp. Nhiều nhà phê bình dự đoán rằng bộ phim sẽ có triển vọng thắng giải Cành cọ vàng.
Justin Chang của tạp chí Variety nói rằng bộ phim ẩn chứa "những cảnh quay về tình dục đồng giới nữ dữ dội nhất mà ông biết gần đây". Jordan Mintzer của tạp chí Hollywood Reporter cho rằng mặc dù bộ phim kéo dài tới 3 tiếng đồng hồ, nhưng nó "đã thành công bởi sự xoay chuyển táo bạo từ Léa Seydoux đến diễn viên mới Adèle Exarchopoulos, đây thực sự là một sự diễn xuất bứt phá."
Trong bản tin của The Daily Telegraph, Robbie Collin đã trao tặng bộ phim tối đa 5 sao và viết: "Bộ phim của Kechiche’s dài ba tiếng và chỉ có mỗi vấn đề với độ dài đó là tôi có thể xem một cách hạnh phúc 7 bộ phim khác tương tự. Đây giống như là một viên kẹo nổ phi thường, nó kéo dài những cảm xúc về niềm vui, nổi buồn, sự giận dữ, niềm hy vọng và khát vọng, nó bao gồm trong nó - dù chỉ - hai sự diễn xuất tốt nhất của giải, một từ Adèle Exarchopolous và Léa Seydoux." Stephen Garrett của The New York Observer nói rằng bộ phim là "không gì ít hơn làm chiến thắng" và "là một tác phẩm lớn về nhận thức tình dục". Julie Maroh dù khen ngợi tính độc đáo của Kechiche nhưng cho rằng anh thất bại trong việc lưu giữ tâm hồn của một người đồng tính nữ trong câu chuyện của cô.

### Giải thưởng
Phim đã thắng giải Cành cọ vàng tại liên hoan phim Cannes 2013. Những diễn viên nữ cũng nhận được giải Palme như là một phần thưởng đặc biệt. Kechiche được đề cử giải "the youth of France" và Tunisian revolution, nơi mà "họ khao khát được giải phóng, được sống với chính họ và yêu thương trong sự tự do". Tại liên hoan Cannes, phim cũng thắng giải FIPRESCI Prize.
Đây là phim đầu tiên được chuyển thể từ tiểu thuyết và truyện tranh nhận được giải Cành cọ vàng.